# Telegram (applicatie)
Telegram is een gratis cross-platform berichtendienst en IP-telefoniedienst. Telegram-gebruikers kunnen versleutelde en zelfvernietigende berichten, foto's, video's, stickers en bestanden (alle bestandstypes zijn ondersteund) uitwisselen. De clients zijn open source, terwijl de servers propriëtaire software zijn.
Telegram is beschikbaar voor mobiele platforms (Android, iOS en iPadOS), voor de desktop (macOS, Windows en Linux), en daarnaast is er een webapplicatie. Telegram biedt ook een API aan, waarmee ontwikkelaars hun eigen clients kunnen maken.
De berichten en media worden versleuteld opgeslagen op de server en de communicatie tussen de client en server is ook versleuteld. De applicatie heeft ook de mogelijkheid tot het versturen van berichten en media met end-to-endversleuteling. Het veiligheidsmodel van Telegram is echter niet zonder kritiek, mede omdat end-to-endversleuteling niet standaard ingeschakeld is. Bovendien gebruikt Telegram een zelf-ontwikkeld cryptografisch protocol, een gegeven waarop menige cryptografische expert kritiek heeft geuit. Telegram van zijn kant houdt vol dat hun protocol wel degelijk veilig is en meent dat er nog geen lekken of kwetsbaarheden gevonden zijn.

## Geschiedenis

### Ontstaan en ontwikkeling
Telegram werd in 2013 opgericht door de broers Nikolaj en Pavel Doerov, de oprichters van VK, het grootste sociale netwerk van Rusland. Nikolaj heeft het MTProto-protocol ontworpen waar de berichtendienst op is gebaseerd. Pavel en zijn zakenpartner, Alex Neff, verstrekten financiële steun en infrastructuur door middel van hun Digital Fortress-fonds.
Telegram is geregistreerd als zowel een Brits en Amerikaans bedrijf, als respectievelijk Telegram Messenger LLP en Telegram Messenger LLC. Het Britse bedrijf werd opgericht door en was eigendom van twee bedrijven van Pavel in Belize (Telegraph Inc.) en de Britse Maagdeneilanden (Dogged Labs Ltd). Een vierde bedrijf, het Amerikaanse Digital Fortress LLC, voorziet computerapparatuur en werd betaald door Dogged Labs. Het doel van dit juridisch kluwen aan bedrijven is naar eigen zeggen om ervoor te zorgen dat overheden geen manier hebben om Telegram te verplichten gegevens van gebruikers te overhandigen. Het betekent echter ook dat overheden en (consumenten)belangenorganisaties geen inzicht kunnen krijgen in Telegrams financiën en niet kunnen controleren of de privacy van gebruikers geschonden wordt. Begin 2019 besloot Pavel om het Britse bedrijf te sluiten.
De locatie van het team dat aan Telegram werkt is eveneens onduidelijk. Het bedrijf geeft niet vrij waar het team werkt of waar het zijn kantoren heeft, dit om het team van "ongewenste invloeden" te beschermen, volgens Pavel. Verschillende media berichtten dat het bedrijf werknemers had in Sint-Petersburg, wat bevestigd werd door Pavel. Het bedrijf zelf zegt dat het tussen 2014 en begin 2015 vanuit Berlijn werkte, maar verhuisde omdat het geen verblijfsvergunning voor alle werknemers kon krijgen. Pogingen om bewijs te vinden van Telegrams activiteit in Berlijn zijn echter op niets uitgedraaid. Eind 2014 zei Pavel dat hij met een kleine groep programmeurs om de zoveel weken van land tot land reist. In 2017 werkte het team aan Telegram vanuit Dubai.
Telegram heeft naar eigen zeggen geen banden met de Russische sociaalnetwerksite VK, maar dit wordt door meerdere bronnen betwist.

### Gebruikersaantallen
Vanwege een beveiligingsprobleem met de MediaWiki Graph-software is het momenteel niet mogelijk deze grafiek weer te geven. Zodra de software is bijgewerkt zal de grafiek vanzelf weer zichtbaar worden.
In oktober 2013 had Telegram ongeveer 100 000 actieve dagelijkse gebruikers. De overname van WhatsApp door Facebook had een hevige toename van nieuwe gebruikers bij Telegram tot gevolg. Naar eigen zeggen groeide de dienst met ongeveer 2 miljoen gebruikers op één dag. Op 22 februari 2014 was WhatsApp door een storing urenlang onbruikbaar. Dit leidde tot een stormloop van nieuwe gebruikers bij Telegram. Door deze onverwachte en massale toestroom van nieuwe gebruikers werd het de servers te veel en beleefde ook Telegram een storing. In oktober 2014 zorgden plannen van de Zuid-Koreaanse overheid voor meer toezicht ervoor dat veel inwoners op Telegram overschakelden. Zo groeiden de gebruikersaantallen in een snel tempo door tot 35 miljoen gebruikers. In 2015, 2016, 2017 en 2018 had de dienst naar eigen zeggen respectievelijk 62, 100, 180 en 200 miljoen maandelijkse gebruikers. Op 14 maart 2019 beweerde Pavel dat er in de laatste 24 uur drie miljoen nieuwe gebruikers bij gekomen waren, waarschijnlijk veroorzaakt door een lange technische storing bij Facebook en verwanten, waaronder Instagram. De protesten in Hong-Kong tegen de Chinese regering zorgden ook voor een groot aantal nieuwe gebruikers. In april 2020 werd bekend dat Telegram meer dan 400 miljoen gebruikers heeft.

## Functies
Telegram presenteert zichzelf als een gratis, veiliger, sneller en nuttiger dienst in vergelijking met alternatieven als WhatsApp. Conversaties worden standaard versleuteld opgeslagen op de servers van Telegram. Mits gebruikers dit instellen, is ook end-to-endversleuteling mogelijk.

### Account
Telegram-accounts zijn gelinkt aan telefoonnummers die geverifieerd worden middels sms. De apps ondersteunen meerdere accounts per toestel. Standaard werkt de sms-verificatie met een enkele code, die volstaat om toegang tot het account te krijgen. Er zijn gevallen bekend van overheden (in Duitsland, Iran en Rusland) die in samenwerking met de operator zo toegang kregen tot accounts. Daarom wordt aangeraden om twee-factor-authenticatie in combinatie met een wachtwoord in te schakelen.
Gebruikers kunnen ook een pseudoniem instellen, om te voorkomen dat het telefoonnummer gegeven moet worden. Accounts worden standaard na zes maanden niet actief te zijn verwijderd, maar dit is ook instelbaar.

### Berichten
Telegram heeft twee communicatiemodi. De standaardmodus is sturen van berichten via het systeem in de cloud. Deze berichten worden versleuteld naar en van de servers van Telegram gestuurd en ontvangen. Op de servers zelf worden de berichten ook versleuteld opgeslagen. Volgens Telegram worden de encryptiesleutels bewaard op verschillende plaatsen om de veiligheid te verhogen. De in deze modus verstuurde berichten zijn te lezen op alle apparaten van de gebruiker. Er kunnen geluidsopnames, foto's, video's, stickers en allerlei soorten bestanden worden verstuurd naar individuele gebruikers of naar groepen, die tot 200.000 leden kunnen bevatten. Telegram werkt met een vinkjessysteem: een vinkje betekent dat het bericht verstuurd is, terwijl het tweede vinkje betekent dat het bericht gelezen of geopend is. Berichten kunnen tot 48 uur na het versturen bewerkt worden.
De andere communicatiemodus wordt geheime chats genoemd. Hier wordt gebruik gemaakt van end-to-endversleuteling. Dit betekent dat enkel de ontvanger het bericht kan lezen, maar ook dat het bericht enkel op het apparaat waarmee het verstuurd of waarop het ontvangen werd gelezen kan worden. Bij geheime chats kunnen gebruikers ook een zelfvernietigingstimer instellen, waarbij het verstuurde bericht na het aflopen van de timer gewist wordt. Deze modus van berichten sturen is niet beschikbaar in groepen of kanalen. De Telegram-clients op Windows en Linux hebben geen ondersteuning voor geheime chats.

### Spraakgesprekken
Sinds eind maart 2017 ondersteunt Telegram spraakgesprekken. Deze gesprekken gebruiken dezelfde technologie als de geheime chats.

### Videogesprekken
Vanaf augustus 2020 werden ook videogesprekken mogelijk.

### Videoberichten
In mei 2017 lanceerde Telegram een eigen videoplatform, Telescope. Deze video's kunnen tot een minuut lang zijn en worden automatisch afgespeeld. Video's die gestuurd worden in publieke kanalen zijn ook zichtbaar zonder account op de website van Telescope.

### Kanalen
Een chatkanaal in Telegram is een eenzijdige groepsgesprek, waarbij de beheerder van het kanaal berichten stuurt naar de leden. Deze berichten kunnen ook buiten Telegram gedeeld worden. De beheerder van het kanaal heeft toegang tot statistieken, zoals hoeveel gebruikers een bepaald bericht bekeken hebben.

### Bots
Een platform voor bots werd in juni 2015 gelanceerd. Bots zijn accounts die beheerd worden door een computerprogramma. Ze kunnen uiteenlopende zaken doen, zoals antwoorden op berichten, dingen opzoeken of betalingen ontvangen. Ze kunnen ook deelnemen aan groepen. Zo zijn er bijvoorbeeld bots die willekeurige YouTube-filmpjes opzoeken, bij voorkeur gekoppeld aan een onderwerp, trefwoord of categorie.

### Beveiliging
Telegram gebruikt zijn eigen, zelf-gemaakte cryptografische protocol, MTProto. Verschillende cryptografische experts hebben hier kritiek op geuit en twijfelen aan de veiligheid van het protocol. Een groot punt van kritiek is dat het in de cryptografische wereld uit den boze is om een zelfgemaakt cryptografisch protocol te gebruiken, omdat zo'n protocol niet grondig onderzocht is door onafhankelijke experts. Een ander punt van kritiek is dat Telegram geen werknemers in dienst heeft met voldoende expertise op het vlak van cryptografie.
Ook is er kritiek over hoe Telegram zichzelf presenteert, namelijk als een "veiliger alternatief dan WhatsApp en Line", omdat WhatsApp standaard end-to-endversleuteling toepast op alle berichten (wat niet het geval is bij Telegram). Sinds juli 2016 doet Line dit standaard ook. Beide apps gebruiken ook het Signal-protocol, dat "nagekeken is en onderschreven wordt door vooraanstaande beveiligingsexperts".
In februari 2014 beoordeelde de Duitse consumentenorganisatie Stiftung Warentest verschillende veiligheidsaspecten van Telegram, samen met andere populaire chatapps. De organisatie was kritisch over privacy in Telegram: ze was lovend over de geheime chats en de gedeeltelijke opensourcecode, maar kritisch over het feit dat contactpersonen geüpload worden naar de Telegramservers en het gebrek aan een duidelijk adres van het bedrijf achter Telegram. Ook merkte ze op dat de encryptie niet gevalideerd kon worden, doordat de servercode niet beschikbaar is.
Op de originele Secure Messaging Scorecard van de EFF uit februari 2015, een lijst van aanbevelingen over privacy en veiligheid op het internet, kreeg de gewonechatmodus van Telegram een score van 4/7. Positief vond men de versleutelde communicatie tijdens transmissie, de opensourcecode en goede documentatie van het cryptografisch protocol. Negatieve aspecten waren dat het geen end-to-endversleuteling is, dat de identiteit van contactpersonen niet geverifieerd kan worden en dat berichten niet veilig zijn als de encryptiesleutels gestolen worden. De geheimechatmodus kreeg 7/7, met de opmerkingen dat de score moet gelezen worden als een indicatie dat het project op de goede weg is, niet als een garantie over de privacy of veiligheid. In de opvolger, Surveillance Self-Defense, wordt Telegram hoogstens nog vermeld; de meeste aandacht ligt op Signal.
In december 2015 publiceerden twee onderzoekers van de Universiteit van Aarhus een paper waarin ze zeiden dat MTProto gevoelig was voor een bepaalde soort cryptografische aanval. De onderzoekers benadrukten wel dat het om een theoretische aanval ging, en dat ze niet direct een manier zagen om de inhoud van berichten te bemachtigen met deze aanval. Telegram reageerde dat de veiligheid van de inhoud van berichten niet in gevaar was en dat een toekomstige update tegen de aanval zou beschermen. In december 2017 werd versie 2.0 van MTProto gepubliceerd. Deze nieuwe versie is beschermd tegen bovenstaande aanval en wordt beschouwd als een grote verbetering tegenover de eerste versie van het protocol.
Het Zwitserse leger verbood begin 2022 militairen om de berichtendienst te gebruiken, vanwege veiligheidsrisico’s, en omdat het gebruik onder de Amerikaanse CLOUD Act valt, waardoor Amerikaanse rechtbanken gegevens kunnen opvorderen, ook als die op buitenlandse servers staan. Enkel de Zwitserse app Threema was nog toegestaan.
In 2024 koos Telegram, in uitvoering van de Europese Verordening digitale diensten (DSA), het Belgische bedrijf European Digital Services Representative (EDSR) bv als vertegenwoordiger in Europa, waardoor de Belgische telecomautoriteit BIPT bevoegd zou worden om controle uit te oefenen op de Europese activiteiten van Telegram.

### Cryptografische wedstrijden
Op 19 december 2013 loofde Pavel 200.000 dollar in bitcoins uit voor diegene die in staat zou zijn om de versleuteling van Telegram te breken. De eerlijkheid van deze wedstrijd en beloning wordt echter betwist door experts. Volgens sommigen is het niets meer dan een marketingstunt, omdat de voorwaarden dusdanig zijn opgesteld dat het onmogelijk zou zijn om degelijk onderzoek uit te voeren, wat nodig zou zijn voor het winnen van de wedstrijd. Eind 2014 werd nogmaals een prijs van 300.000 dollar beloofd voor het "kraken van Telegrams beveiliging", ditmaal met veel minder strikte voorwaarden. Beide wedstrijden eindigden zonder winnaar.

### Censuur

Volledig geblokkeerd
Gedeeltelijk geblokkeerd (sommige ISP's of enkel audio)

Telegram wordt in verschillende landen (soms met perioden, soms permanent) geblokkeerd, zoals Iran, Rusland, Pakistan, Bahrein, China en India.

### Gebruik door terroristen
Telegram wordt ook gebruikt door terroristen. Dit wordt vaak als reden aangevoerd voor een blokkade van de dienst. Pavel Doerov kreeg in 2021 de Franse nationaliteit. Hij werd op 24 augustus 2024 op de luchthaven van Le Bourget door de Franse autoriteiten opgepakt op verdenking van (oogluikende) medewerking aan terrorisme door het niet modereren van berichten.

### Arrestatie van Pavel Doerov
Op 24 augustus 2024 werd CEO Pavel Doerov, die zowel een Frans staatsburger als een staatsburger van de Verenigde Arabische Emiraten is, gearresteerd door de Franse autoriteiten en vier dagen later beschuldigd van een breed scala aan misdaden, waaronder:
- medeplichtigheid aan het beheer van een online platform om illegale transacties mogelijk te maken
- medeplichtigheid aan misdrijven, zoals het mogelijk maken van de verspreiding van materiaal dat seksueel misbruik van kinderen bevat
- drugshandel en fraude
- weigering om samen te werken met wetshandhavingsinstanties.

Doerov betaalde een borgsom van vijf miljoen euro, mocht Frankrijk niet verlaten en werd vrijgelaten op voorwaarde dat hij zich twee keer per week op een Frans politiebureau meldde. De zaak zou worden behandeld door een speciale magistraat met onderzoeks- en vervolgingsbevoegdheden.

## Gram
Telegram wilde een digitale munt uitgeven: de gram. Het zou de grootste uitgifte van een nieuwe munt worden.